# Liaoyang
Liaoyang (chinois : 辽阳市 ; pinyin : Liáoyáng shì) est une ville-préfecture du centre de la province du Liaoning en Chine.

## Histoire
Autrefois appelée Xiangping, la ville fut un centre économique, culturel, politique et militaire à partir du IIIe siècle av. J.-C. Durant la période des royaumes combattants, Xiangping devint la capitale du district de Liaodong afin de résister aux tribus Donghu. Vers la fin de la dynastie Han, le chaos envahit les plaines centrales et Xiangping attira beaucoup de Chinois puisqu'elle se trouvait dans une zone souveraine. Des données historiques rapportent que la ville contenait près de 300 000 habitants à cette époque. Durant la période des Trois Royaumes, la ville, qui était dirigé par la famille Gongsun, fut attaquée puis conquise par le Royaume des Wei. Durant la dynastie Jin, la province de Ping fut fondée et Xiangping devint sa capitale. Elle fut également plusieurs fois la capitale de provinces au cours des siècles qui suivirent. Elle fut le théâtre de combats durant la Guerre russo-japonaise (Bataille de Liaoyang) en 1904.

## Subdivisions administratives
La ville-préfecture de Liaoyang exerce sa juridiction sur sept subdivisions - cinq districts, une ville-district et un xian :
- le district de Baita - 白塔区 Báitǎ Qū ;
- le district de Wensheng - 文圣区 Wénshèng Qū ;
- le district de Hongwei - 宏伟区 Hóngwěi Qū ;
- le district de Gongchangling - 弓长岭区 Gōngchánglǐng Qū ;
- le district de Taizihe - 太子河区 Tàizǐhé Qū ;
- la ville-district de Dengta - 灯塔市 Dēngtǎ Shì ;
- le xian de Liaoyang - 辽阳县 Liáoyáng Xiàn.

## Personnalités
Wang Yifu (1960-), double champion olympique de tir.